# Project HOPE
Project HOPE (Health Opportunities for People Everywhere) es una organización no gubernamental internacional de ayuda humanitaria y de salud global fundada en los Estados Unidos en 1958. Project HOPE trabaja en cinco áreas principales: desastres y crisis de salud; enfermedades infecciosas; enfermedades no transmisibles; salud materna, neonatal e infantil; y política de salud. La organización está dirigida por el presidente y director ejecutivo Rabih Torbay desde 2019.

## Descripción
El Proyecto HOPE ayuda a diferentes países en desarrollo en sus esfuerzos por erradicar enfermedades infecciosas como el VIH/sida y la tuberculosis. También ayudan a educar a los padres sobre cómo prevenir y tratar enfermedades para sus hijos y para ellos mismos, y también capacitan a profesionales de la salud. El Proyecto HOPE también establece bancos de salud locales, que otorgan pequeños préstamos a mujeres para que puedan mejorar su salud y la de su familia.
El Proyecto HOPE tiene su sede en Washington D. C.

## Respuesta de Ucrania
El Proyecto HOPE comenzó a funcionar en Ucrania en 2002 con un programa de habilidades para la vida centrado en la prevención del consumo de drogas, la prevención del VIH y la educación para niños en las escuelas primarias. En 2007, el Proyecto HOPE inició un proyecto de cinco años de duración, financiado por USAID, sobre Capacidad de Servicio para el VIH/SIDA en Ucrania, centrado en la movilización comunitaria para las poblaciones de mayor riesgo del país. Entre 2012 y 2017, el Proyecto HOPE ayudó a mejorar la salud de los ucranianos al permitir que el Gobierno de Ucrania disminuyera la carga de la tuberculosis y la morbilidad y mortalidad por tuberculosis.
Tras la invasión rusa de Ucrania en febrero de 2022, el Proyecto HOPE lanzó una respuesta dentro de Ucrania y en los países vecinos de Moldavia, Polonia y Rumania para brindar asistencia sanitaria y humanitaria a los ucranianos, incluidos los refugiados que huyen de la invasión. Desde entonces, el Proyecto HOPE ha entregado más de 300 palés de medicamentos y suministros médicos dentro de Ucrania, incluidos suministros para traumatología, insulina, agujas, kits de higiene y más; lanzó múltiples unidades médicas móviles (MMU) para brindar atención primaria de salud a las poblaciones afectadas por la violencia; impartió un curso de formación en traumatología para cirujanos y estudiantes de traumatología en centros de salud ucranianos; y completó múltiples proyectos de reconstrucción en hospitales de las ciudades de Irpin y Bucha.

## Enlaces
- Página web del Proyecto HOPE
- Proyecto HOPE: Cuarenta años de medicina estadounidense en el extranjero
- Artículo de la revista Desfile
- Perfil de Charity Navigator del Proyecto HOPE

- Datos: Q7249127
- Multimedia: Project HOPE / Q7249127